# Resolución 1436 del Consejo de Seguridad de las Naciones Unidas
El Presidente de Sierra Leona, Ahmad Tejan Kabbah, había solicitado la prórroga debido a los combates en la vecina Liberia que amenazaban el proceso de paz. 
En el preámbulo de la resolución, el Consejo acogió con beneplácito la celebración de elecciones generales en mayo de 2002, la creación del Tribunal Especial para Sierra Leona y la Comisión de la Verdad y la Reconciliación y los progresos realizados en el desarrollo de la capacidad de la policía y las fuerzas armadas de Sierra Leona. Tomó nota de la frágil situación en la región del río Mano, en particular el conflicto en la vecina Liberia y sus consecuencias humanitarias. Se destacó la importancia de ampliar la autoridad del Estado en Sierra Leona, incluidos los yacimientos de diamantes, la reintegración de los excombatientes, el regreso de los refugiados y las personas desplazadas internamente, y el pleno respeto de los derechos humanos y el estado de derecho .
El Consejo de Seguridad elogió los esfuerzos de los países que aportan tropas a la UNAMSIL y tomó nota de las propuestas del Secretario General Kofi Annan respecto del tamaño y la estructura de la operación de mantenimiento de la paz . Se instó a la UNAMSIL a completar las fases 1 y 2 del plan del Secretario General, incluida una reducción del tamaño de las tropas en un plazo de ocho meses.  Hubo preocupación por el déficit de contribuciones financieras para el programa de desarme, desmovilización y reintegración.
La resolución destacó el desarrollo de las instituciones en Sierra Leona y acogió con beneplácito los esfuerzos del gobierno de Sierra Leona para establecer el control en las zonas volátiles de extracción de diamantes. Hizo hincapié en un enfoque integral para fortalecer la Policía de Sierra Leona y apoyó al Tribunal Especial y a la Comisión de la Verdad y la Reconciliación.  Se instó a los países de la Unión del Río Mano a continuar el diálogo y cumplir los compromisos con respecto a la paz y la seguridad regionales, y también se alentó a la Comunidad Económica de los Estados de África Occidental (CEDEAO) y Marruecos a encontrar una solución a la crisis en la región.
El Secretario General pretendía encontrar una solución a la crisis en Liberia, lo que fue acogido con satisfacción por el Consejo. Además, se instó a los grupos armados y a las fuerzas armadas liberianas a abstenerse de realizar incursiones ilegales en Sierra Leona. El Consejo de Seguridad acogió con satisfacción las medidas adoptadas por la UNAMSIL para prevenir el abuso y la explotación sexual de mujeres y niños y su apoyo al regreso de los refugiados.  Por último, el Secretario General seguirá examinando la situación de seguridad, política, humanitaria y de derechos humanos en Sierra Leona.